# 612163 Thelowes
612163 Thelowes è un asteroide della fascia principale. Scoperto nel 2000, presenta un'orbita caratterizzata da un semiasse maggiore pari a 2,3061347 au e da un'eccentricità di 0,2375448, inclinata di 8,29778° rispetto all'eclittica.
Dal 23 maggio al 13 giugno 2022, quando 613419 Lafayettequartet ricevette la denominazione ufficiale, è stato l'asteroide denominato con il più alto numero ordinale. Prima della sua denominazione, il primato era di 607372 Colombounilanka.
L'asteroide è dedicato ai coniugi statunitensi Thomas e Clare Lowe, amici di David D. Balam, uno degli scopritori.